# Ulrich Dibelius

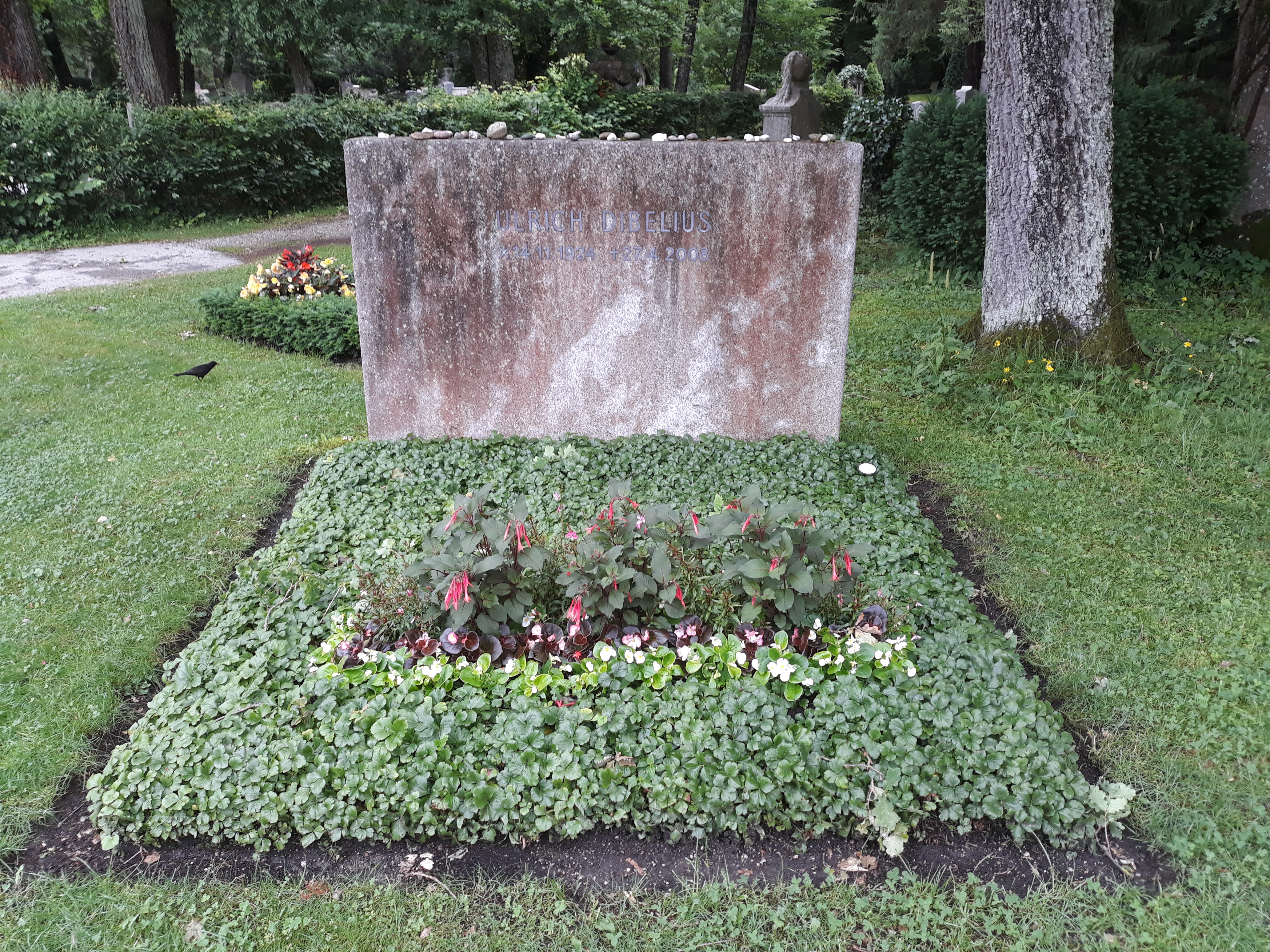
Das Grab von Ulrich Dibelius auf dem Waldfriedhof Gauting

Ulrich Dibelius (* 14. November 1924 in Heidelberg; † 27. April 2008 in Starnberg) war ein deutscher Musikpublizist und Rundfunkredakteur.

## Leben
Dibelius studierte 1942 bis 1947 Musikpädagogik (Violoncello) in Frankfurt und Heidelberg. 1951 bis 1954 studierte er Geschichte, Literatur und Soziologie in Frankfurt und Heidelberg bei Max Horkheimer, Theodor W. Adorno und Wolffheim. 1953 bis 1954 arbeitete er als Zeitungsredakteur in Hamburg und Frankfurt, dann als Rundfunkredakteur beim Norddeutschen Rundfunk (NDR) und von 1957 bis 1987 als Musikredakteur beim Bayerischen Rundfunk (BR). Als Musikkritiker begann er in den 1950er-Jahren zu publizieren. Seine Hauptthemen waren Neue Musik und Musiksoziologie. 1983 gründete er mit drei Kollegen die MusikTexte. Zeitschrift für neue Musik und blieb bis zu seinem Tod im Team der Herausgeber und Autoren unermüdlich tätig.
Sein Buch Moderne Musik führt in die Entwicklungen der Neuen Musik ein: Es beschreibt unterschiedliche Stile sowie Strömungen, und es stellt einflussreiche Komponisten vor. Das Buch erschien in zwei Teilen, die Jahre 1945–1965 und 1965–1985 umfassend. Die Auflage von 1998 ergänzte die Zeit bis zur Mitte der 1990er-Jahre durch ein umfangreiches Nachwort. Neben der Darlegung der historischen Ereignisse (und deren Voraussetzungen) charakterisiert das Buch durch Kurzbeschreibungen einzelner Werke und eingestreute Exkurse zu übergeordneten Themen das Feld der Neuen Musik.
Ulrich Dibelius hinterließ seine Ehefrau und drei Kinder, von denen Alexander Dibelius als Investmentbanker bekannt wurde.

## Schriften

### Monografien
- Moderne Musik. I: 1945–1965 (München, 1966), II: 1965–1985 (1988)
  - Erweiterte Neuausgabe Moderne Musik nach 1945. Piper, München/Zürich 1998, ISBN 3-492-04037-3.
- Mozart-Aspekte. München 1972.
- György Ligeti. Personalstil – Avantgardismus – Popularität. Universal Edition, Wien 1986, ISBN 3-7024-0188-1.
- György Ligeti – Eine Monographie in Essays. Schott Music, Mainz 1994, ISBN 3-7957-0241-0.

### Herausgeberschaft
- Musik auf der Flucht vor sich selbst (München 1969)
- Verwaltete Musik: Analyse und Kritik eines Zustandes (München 1971)
- Herausforderung Schönberg (München 1974)
- mit Frank Schneider und Evelyn Hansen: Neue Musik im geteilten Deutschland.
  - 1. Dokumente aus den fünfziger Jahren. Henschel, Berlin 1993, ISBN 3-89487-170-9.
  - 2. Dokumente aus den sechziger Jahren. Henschel, Berlin 1995, ISBN 3-89487-224-1.
  - 3. Dokumente aus den siebziger Jahren. Henschel, Berlin 1997, ISBN 3-89487-248-9.
  - 4. Dokumente aus den achtziger Jahren. Henschel, Berlin 1999, ISBN 3-89487-316-7.
- Karl Amadeus Hartmann – Komponist im Widerstreit. Bärenreiter, Kassel 2004, ISBN 3-7618-1782-7.